# Joop Alberts
Johannes Hendrikus (Joop) Alberts (Leersum, 23 mei 1922 – Bosch en Duin, 1 februari 2024) was een Nederlands verzetsstrijder in de Tweede Wereldoorlog. Hij was actief in Langbroek en omgeving.

## Levensloop
Alberts werd geboren als oudste kind van Dirk Alberts (1892-1973) en Marrigje van Cooten (1891-1950). Na hem kwamen nog vier dochters. Het gezin was gereformeerd. Toen hij vijf jaar oud was verhuisde het gezin naar Langbroek. In Driebergen volgde Alberts de ULO aan de Van Heemstraschool.
Op het moment van de Duitse inval in Nederland werkte Alberts als docent lichamelijke opvoeding in Groningen en Utrecht. Via Henk Bakhuizen kwam het Joodse meisje Hedi Schorstein, eerder met haar moeder gevlucht uit Oostenrijk, bij de familie Alberts in huis. Zij bleef bij de familie tot de laatste maanden van de oorlog, toen ze werd verplaatst naar Amerongen aangezien er over haar aanwezigheid werd gepraat in het dorp. Bij de familie Alberts zaten ook de verzetsmannen Freerk Postmus en Adriaan Maljers ondergedoken.
Alberts was lid van de Landelijke Organisatie voor Hulp aan Onderduikers. In Langbroek werkte hij samen met de eerder genoemde Bakhuizen en de ambtenaar Harry Hello. Zij waren verantwoordelijk voor het onderbrengen van onderduikers in het dorp. In augustus 1944 bevrijdde Alberts met enkele anderen twee onderduikers die zaten opgesloten in het cachot van Langbroek. Ook hielp Alberts met het vervoer van wapens afkomstig uit een wapendropping. In de laatste oorlogsmaanden zat de verzetsman in Amerongen ondergedoken.
Na de oorlog ging Alberts theologie studeren, maar besloot uiteindelijk om geen predikant te worden. Hij ging het onderwijs in en werkte later voor verschillende mediabedrijven, onder andere als eindredacteur.

## Persoonlijk
Joop Alberts trouwde in 1959 met Francina Petronella (Ineke) van der Hoef (1923-2017), met wie hij 59 jaar getrouwd was. Hij overleed in februari 2024 op 101-jarige leeftijd.